# Jean-Philippe Lemoine de Couzon
Pour les articles homonymes, voir Lemoine.
à ne pas confondre avec Paul Guillaume Lemoine le Romain
Jean-Philippe Lemoine dit Lemoine de Couzon est un architecte français du XVIIIe siècle, né vers 1743 et mort à Melun le 19 août 1794.

## Biographie
Fils de Claude Lemoine et de Geneviève Masson, Jean-Philippe Lemoine fut l'élève de Jacques Hardouin-Mansart de Sagonne et obtint des récompenses à l'Académie royale d'architecture à partir de 1764. Aux concours du Prix de Rome de 1765 et 1766, il dut céder le pas à Jean-François Heurtier et Jean-Arnaud Raymond, mais il obtint le second prix en 1767 et le grand prix en 1768 avec un projet pour « une salle de comédie pour une grande ville entre deux places et deux rues ». Néanmoins, il n'obtint pas le brevet de pensionnaire de l'Académie de France à Rome qui fut attribué à Bernard Poyet, qui n'avait eu que le second prix.
Lemoine de Couzon, qui semble avoir joui d'une certaine fortune, partit à Rome à ses frais, ainsi qu'il devait l'évoquer plus tard en sollicitant auprès du comte d'Angiviller un poste d'inspecteur de la Comédie-Française. Il y étudia l'architecture antique en compagnie de Jacob Guerne, lauréat l'année suivante et qui était interdit de pension pour cause de protestantisme.
Revenu à Paris, Lemoine de Couzon bénéficia à ses débuts de l'appui de son professeur Hardouin-Mansart de Sagonne. On lui demanda des projets pour les bâtiments paroissiaux de Saint-Eustache, dont l'architecte avait longtemps été le frère aîné de son protecteur, Mansart de Jouy. Mais en définitive, après de longues hésitations, la paroisse chargea Moreau-Desproux de construire la chapelle des catéchismes et les bâtiments du vicariat.
C'est sans doute par Mansart de Sagonne, qui avait construit le château d'Asnières pour Marc-René de Voyer d'Argenson, que Lemoine de Couzon fut introduit auprès de la famille d'Argenson.
Lemoine épouse à Paris Marie-Anne Couart, fille de Jean Couart et de Marie-Geneviève Barré, en l'église Saint-Jacques-du-Haut-Pas, le 25 janvier 1774 .
Pour le marquis de Paulmy, bailli de l’Artillerie, il travailla comme architecte de l'Arsenal où il succéda en 1777 à Pierre-Henri de Saint-Martin. En 1785, le comte d'Artois fit l'acquisition de la très riche bibliothèque du marquis de Paulmy, tout en lui en laissant l'usufruit et, l'année suivante, acheta également la grande bibliothèque du duc de La Vallière, qu'il réunit à la précédente. Pour installer cet énorme ensemble, Lemoine de Couzon bâtit à l'Arsenal une longue galerie dite « des Célestins », sur un emplacement occupé aujourd'hui par la caserne des Célestins de la Garde républicaine (V. boulevard Henri-IV). Cette galerie était interrompue en son centre par un salon octogonal. Le seul témoignage conservé de cette intervention est le décor du salon d'angle qui fut celui de Mme de Genlis.
Dans le Guide des amateurs et des étrangers voyageurs dans les maisons royales, châteaux, lieux de plaisance, établissements publics, villages et séjours les plus renommés aux environs de Paris de Thiéry (1788), il est indiqué que Lemoine de Couzon s'apprêtait à bâtir dans l'enclos des Célestins un bâtiment destiné aux sourds-muets.
En 1778, Lemoine de Couzon succéda à Étienne-François Le Grand comme architecte de la marquise d'Argenson, née Madeleine Françoise Méliand, veuve en 1757 de René Louis de Voyer de Paulmy d'Argenson et mère du marquis de Paulmy. Celle-ci se livrait à d'importantes opérations immobilières dans un périmètre compris entre les actuelles rues du Faubourg-Saint-Honoré, du Cirque, et les avenues de Marigny et Gabriel où elle fit bâtir pas moins de trois hôtels particuliers. 
En 1779-1780, Lemoine de Couzon édifia le seul qui ait été conservé, dont la façade ornée d'un élégant ordre ionique est visible au n° 38 de l'avenue Gabriel. Le devis-marché en fut signé le 9 août 1779 pour un montant de 42 794 livres. Les entrepreneurs s'engageaient à livrer le bâtiment pour la fin d'avril 1780 selon des plans et élévations annexés au devis. Le gros œuvre était effectivement terminé le 13 juillet 1780 quand la marquise d'Argenson obtint l'autorisation d'établir une grille au-devant.
En 1782, après la mort de la marquise d'Argenson, ses héritiers, le marquis de Paulmy et la comtesse de Maillebois, chargèrent Lemoine de Couzon d'agrandir le petit hôtel qu'elle avait fait construire par Le Grand en 1768 et qu'elle habitait, en élevant un pavillon double en profondeur sur un terrain nouvellement acquis, afin de louer plus commodément et à meilleur prix l'ensemble.
À la suite des travaux qu'il effectua à l'Arsenal, Lemoine de Couzon eut la clientèle de la maison du comte d'Artois. Le vicomte de Buissy (1743-1787), officier au régiment des Gardes-Françaises, capitaine des chasses du comte d'Artois, lui fit édifier un obélisque en l'honneur de ce prince dans son parc son château de Long à Long en Picardie. Les sculptures en furent exécutées par Pfaff von Pfaffenhoffen. Ce monument fut détruit en 1792 comme « emblème de la féodalité ». Le comte de Châlus fit construire par Lemoine à Saint-Cloud une maison qui fut occupée par la comtesse d'Artois. Le chevalier de Cubières le recommanda en vain aux suffrages de l'Académie.
Agréé par l'administration des Économats, Lemoine de Couzon donna en 1788 un projet pour remplacer l'église paroissiale et collégiale Saint-Clodoald de Saint-Cloud,  détruite en 1778. Il proposa un édifice de style néoclassique, orné d'un ordre ionique, tourné vers la Seine, flanqué de deux tours et précédé d'un escalier monumental descendant jusqu'au fleuve. Interrompue en 1791, la construction fut reprise en 1819 et achevée en 1820 selon un programme plus modeste sous la direction de Trou dit Henry.
Lemoine de Couzon était lié à Charles De Wailly et à Peyre l'Ainé. Il seconda un moment ce dernier comme contrôleur à Choisy-le-Roi et comme inspecteur des travaux de la Visitation du Faubourg Saint-Jacques. En collaboration avec Peyre l'Aîné et Guillaumot, il intervint dans la construction de la crypte des Bourbons à la Basilique Saint-Denis.
Appelé à Sens, il donna un projet qui a été conservé pour le chœur des Bénédictines de Saint-Antoine ; pour la cathédrale, dont la façade principale et les voûtes réclamaient des travaux urgents, son projet et ses devis furent préférés en 1786 à ceux de François Soufflot le Romain et il demanda 2 000 livres d'honoraires.
En 1785, Lemoine de Couzon possédait dans Paris une fortune immobilière estimée à 110 600 livres.

### Sources
- Michel Gallet, Les architectes parisiens du XVIIIe siècle, Paris, Éditions Mengès, 1995  (ISBN 2856203701)
- « Fiche détaillée n° 22898 », sur Institut national d'histoire de l'art (consulté le 15 août 2014)